# Orde van Uitmuntendheid (Jamaica)
De Orde van Uitmuntendheid (Engels: "Order of Distinction") is een ridderorde in het Koninkrijk Jamaica. Binnen het stelsel van de Jamaicaanse orden is de orde met haar twee graden te beschouwen als het equivalent van de graden van Commandeur en Officier in de tot 1969 verleende Orde van het Britse Rijk. Het is de vijfde en laagste ridderorde in de hiërarchie van de ridderorden van Jamaica.
De orde heeft geen Grootmeester of Soeverein maar de Gouverneur-generaal, ambtshalve kanselier van de orde, verleent haar op voordracht van de premier.Voortreffelijke en belangrijke maatschappelijke verdiensten ("outstanding and important service") voor Jamaica doen iemand voor deze onderscheiding in aanmerking komen.
De graden van de orde
- Commandeur

De Commandeur draagt een driehoekig gouden schildje aan een lint om de hals. Hij, of zij, mag de letters "CD" of "CD Hon" achter zijn naam plaatsen.
- Officier

De Officier draagt een driehoekig gouden schildje aan een smal lint op de linkerborst. Hij, of zij, mag de letters "OD" of "OD Hon" achter zijn naam plaatsen.
De versierselen van de orde
Het kleinood is een driehoekig plaatje met het wapen van Jamaica en het motto van de orde.

Het lint is groen met drie smalle en twee brede gele strepen. De zoom is zwart.